# Minuganahalli, Belur
Minuganahalli là một làng thuộc tehsil Belur, huyện Hassan, bang Karnataka, Ấn Độ.